# Пацултово (Новомейський повіт)
Пацултово (пол. Pacółtowo, нім. Petzelsdorf) — село в Польщі, у гміні Нове-Място-Любавське Новомейського повіту Вармінсько-Мазурського воєводства.
Населення — 572 особи (2011).
У 1975-1998 роках село належало до Торунського воєводства.

## Демографія
Демографічна структура станом на 31 березня 2011 року:
|          | Загалом | Допрацездатний вік | Працездатний вік | Постпрацездатний вік |
| -------- | ------- | ------------------ | ---------------- | -------------------- |
| Чоловіки | 286     | 82                 | 180              | 24                   |
| Жінки    | 286     | 71                 | 166              | 49                   |
| Разом    | 572     | 153                | 346              | 73                   |